# Murvaux
Murvaux är en kommun i departementet Meuse i regionen Grand Est (tidigare regionen Lorraine) i nordöstra Frankrike. Kommunen ligger i kantonen Dun-sur-Meuse som tillhör arrondissementet Verdun. År 2022 hade Murvaux 138 invånare.

## Befolkningsutveckling
Antalet invånare i kommunen Murvaux
| Referens: INSEE |